# إسرائيل جوشوا سينغر
إسرائيل جوشوا سينغر (باليديشية: ישֹראל־יהושע זינגער) (30 نوفمبر 1893 في بولندا - 10 فبراير 1944، نيويورك في الولايات المتحدة)؛ كاتب، مترجم وروائي أمريكي-بولندي.

## روابط خارجية
- إسرائيل جوشوا سينغر على موقع الموسوعة البريطانية (الإنجليزية)
- إسرائيل جوشوا سينغر على موقع قاعدة بيانات برودواي على الإنترنت (الإنجليزية)